# Гаррисон, Роджер
Роджер Гаррисон (англ. Roger Garrison; род. 1944, Джоплин) — американский экономист, профессор экономики Обернского университета.
Профессор Гаррисон принадлежит к австрийской школе экономики. В своей книге «Время и деньги» (Time and Money) он предлагает оригинальную графическую интерпретацию «австрийской» теории капитала и денежного цикла, основные положения которой были сформулирована Ойгеном Бём-Баверком, Людвигом фон Мизесом и Фридрихом фон Хайеком. В книге также предлагается сравнение макроэкономических моделей австрийской школы с кейнсианскими и монетаристскими.

## Основные произведения
- «Время и деньги» (англ. Time and Money, 2001)